# أبو شوشة (حيفا)
أبو شوشة هي قرية تقع ضمن الإطار الإداري لمدينة حيفا في فلسطين.

## الجغرافيا
تقع إلى الجنوب الشرقي من مدينة حيفا وتبعد عنها حوالي 25 كم وترتفع 125م عن سطح البحر وتمر طريق حيفا – جنين المعبدة بشمال القرية الشرقي، وترتبط بها بطريق غير معبدة طولها نصف كيلومتر
أنشئت أبو شوشة على السفح الشمالي الشرقي لجبل الكرمل، وهي بذلك تطل على مرج ابن عامر. يمر نهر المقطع بشمالها على بعد 4 كم تقريباً وهو الحد الشمالي لأراضيها. ومن الأودية الأخرى التي تبدأ من أراضي القرية أو تمر بها وادي عين التينة الذي ينتهي في نهر المقطّع، ووادي القصب الذي يمر بغربها ثم يتجه نحو الشمال الشرقي ليرفد نهر المقطّع، وهو الحد الفاصل بين أراضيها وأراضي قرية أبو زريق الواقعة في شمالها الغربي، وأخيراً وادي أبو شوشة، ويبدأ من جنوب غرب القرية، ويتجه نحو الشمال الشرقي ماراً بشرقها مباشرة، ثم تنتهي مياهه في نهر المقطّع. تشتهر القرية بكثرة ينابيعها، ففي شمالها تقع عين التينة التي اعتمد عليها السكان في الشرب والأغراض المنزلية، وعين الصّنع وعيون وادي القصب، وفي جنوبها توجد عين أبو شوشة، وفي جنوبها الغربي توجد عين الكوع، وبير بيت داس، وأخيراً في غربها توجد عين الباشا، وعين زهية.
وأبو شوشة من القرى المبعثرة المخطط، وتتناثر مساكنها على امتداد سفح جبل الكرمل تبعا للمملكيات الزراعية. وفي عام 1931 كان فيها 155 مسكناً بنيت من الحجارة والاسمنت، أو الحجارة والطين، أو الاسمنت المسلح، وسقف بعضها بالأخشاب والقش والطين. كان في القرية مطحنة للحبوب وجامع ومدرسة ابتدائية خاصة، وكان قسم من أطفالها يدرسون في مدرسة قرية أبو زريق المجاورة. اعتمد اقتصاد القرية على الزراعة وتربية المواشي، وأهم المزروعات الحبوب بأنواعها. وزرعت الأشجار المثمرة في مساحات صغيرة، في حين بلغت المساحة المزروعة زيتوناً قرابة 600 دونم تركزت بصورة عامة على طول حافة جبل الكرمل المطلة على مرج ابن عامر. وزرع التبغ والخضر ريّا من مياه عين التينة. وتعتبر القرية ذات موقع أثري يحتوي على تل انقاض وغرفة معقودة وأرض مرصوفة بالفسيفساء، وقطع معمارية وقبور محفورة في الصخر.

## التاريخ
تقع القرية إلى الغرب من موقع تل أبو شوشة الأثري. وكان يصلها بحيفا وجنين الطريق العام الذي يمتد بين هاتين المدينتين. وقد ذهب بعضهم مؤخراً إلى أن تل أبو شوشة ربما يكون مدينة غابا  هبيون (Gaba Hippeon) الرومانية. والتل موقع كبير قديم، يبدو أنه يعود إلى العصر البرونزي المبكر. في أواخر القرن التاسع عشر، وُصِفت أبو شوشة بأنها مزرعة صغيرة، على طرف سهل، تستمد مياهها من نبع يقع غربيها. وكانت منازلها مبنية بالحجارة، وسقوفها بالطين والقش، بينما كان بعضها مبنياً بالأسمنت. وكان سكانها من المسلمين، وفيها مسجد ومدرسة ابتدائية. وكانت المياه متوفرة من مصادر عدة، في جملتها مياه واديين ونبع يمدّ القرية بمياه الاستعمال المنزلي.
كان في أبو شوشة 12 عربياً فقط في عام 1922، ارتفع عددهم إلى 831 نسمة في عام 1931، وفي عام 1945 انخفض إلى (720) نسمة. بلغت مساحة أراضيها في عام 1945 حوالي 8960 دونماً لا يملك الصهيونيون منها شيئاً وتقع نصف هذه المساحة تقريباً في مرج أبن عامر، والباقي في جبل الكرمل.
قامت المنظمات الصهيونية المسلحة بالاستيلاء على القرية في هجوم عسكري وتشريد أهلها البالغ عددهم في عام 48 حوالي (835) نسمة وكان ذلك في 9-4-1948 ومن ثم ضمت أراضيها إلى مستوطنة (مشمار هعيمق) المقامة بجانب القرية في العام 1926. ففي أوائل نيسان/أبريل 1948، أغارت وحدات تابعة للكتيبة الثانية في لواء غيفعاتي على قرية أبو شوشة. وجاء في ((تاريخ الهاغاناه)) أن حارساً في مستعمرة يهودية قريبة قُتل على أراض تابعة للقرية، فصدرت الأوامر بالقيام ((بعملية انتقامية)). وبعد منتصف ليل 1 نيسان/ أبريل، دمرت  الوحدة المهاجمة منزلاً، كما دمّرت بئر القرية. وبعد انتهاء العملية، جرى تبادل إطلاق نار منع المدافعين الفلسطينيين المحليين، أُصيب خلاله جندي بجروح قاتلة. ولا يأتي ((تاريخ الهاغاناه)) إلى ذكر الإصابات بين العرب.
وفيما بعد، كنت أبو شوشة من أوائل قرى الجليل الأسفل التي سقطت عقب معركة مشمار هعيمق. فقد بدأت المعركة في 4 نيسان /أبريل 1948، حين شن جيش الإنقاذ العربي هجوماً بغية احتلال كيبوتس مشمار هعيمق اليهودي. ومن المرجح أن يكون هذا الهجوم جاء بمثابة رد على الدور الذي قام به هذا الكيبوتس في الهجوم على الغُبيّة التحتا. وصفت صحيفة((نيويورك تايمز)) هذا الهجوم بأنه ((أعنف معركة دارت حتى الآن بعد أربعة أشهر ونصف شهر من القتال في فلسطين)). وقد أخفق الهجوم في تحقيق غايته. وبعد أن توقف هجوم جيش الإنقاذ العربي، جاء عرض للهدنة مع وساطة بريطانية، غير أن الهاغاناه رفضت ذلك العرض. وعوضاً عن ذلك، قرر قادتها القيام بهجوم مضاد شامل لاحتلال القرى المجاورة وتدميرها. وذكرت صحيفة ((نيويورك تايمز)) أن قوات الهاغاناه، التي كانت محاصَرة في مشمار هعيمك، تمكنت ليل 8-9 نيسان/أبريل من اختراق الحصار، واحتلت ثلاث قرى هي أبو شوشة وأبو زريق والنغنغية. وكانت هذه الوحدات تابعة للكتيبة الأولى في البلماح، وللوائي كرملي وألكسندروني.
كتب مسؤول رفيع المستوى في الصندوق القومي اليهودي عن القرى التي احتُلت في معركة مشمار هعيمق ما يلى: ((إن جيشنا يقتحم القرى العربية بثبات، وإن سكانها خائفون ويهربون منها كالفئران)). ومع حلول 12 نيسان/أبريل، كانت قوات البلماح قد احتلت خمس قرى حول مشمار هعيمك، وبلغ عدد القرى المحتلة عشراً مع حلول 14 نيسان/أبريل.
ويقول المؤرخ الإسرائيلي بيني موريس إن سكان هذه القرى الذين لم يفروا طُردوا منها، وإن كل قرية من هذه القرى دُمرت تدميراً منتظماً ليلة احتلالها. غير أن صحيفة ((نيويورك تايمز)) أشارت إلى أن قرية أبو شوشة أُخليت ليل 11-12 نيسان/أبريل، ثم احتلت من جديد في 12 نيسان/أبريل. وفي أبو شوشة، نسفت الهاغاناة منازل عدة ((انتقاماً))، كما جاء في تقرير لمراسل صحيفة ((نيويورك تايمز)). وبعد احتلال القرية، سيطرت القوات الصهيونية على طريق جنين-حيفا العام.

## العائلات
ضمت عائلات أبو شوشة عرب الشقيرات وعرب العايدة (بلغ عدد عرب الشقيرات 403 نسمات في تعداد 1922).

## القرية اليوم
لم يبقى منها سوى حطام المنازل الذي يغطيه نبات الصبّار. وقد اندثرت طاحونة الحبوب. وتنمو على التلال المحيطة بالموقع أشجار الزيتون، في منطقة مسيّجة تُستخدم مرعى للمواشي. أمّا الأراضي المجاورة في مرج ابن عامر فتزرع فيها محاصيل شتى، ولا سيما القطن.

## المغتصبات الصهيونية على أراضي القرية

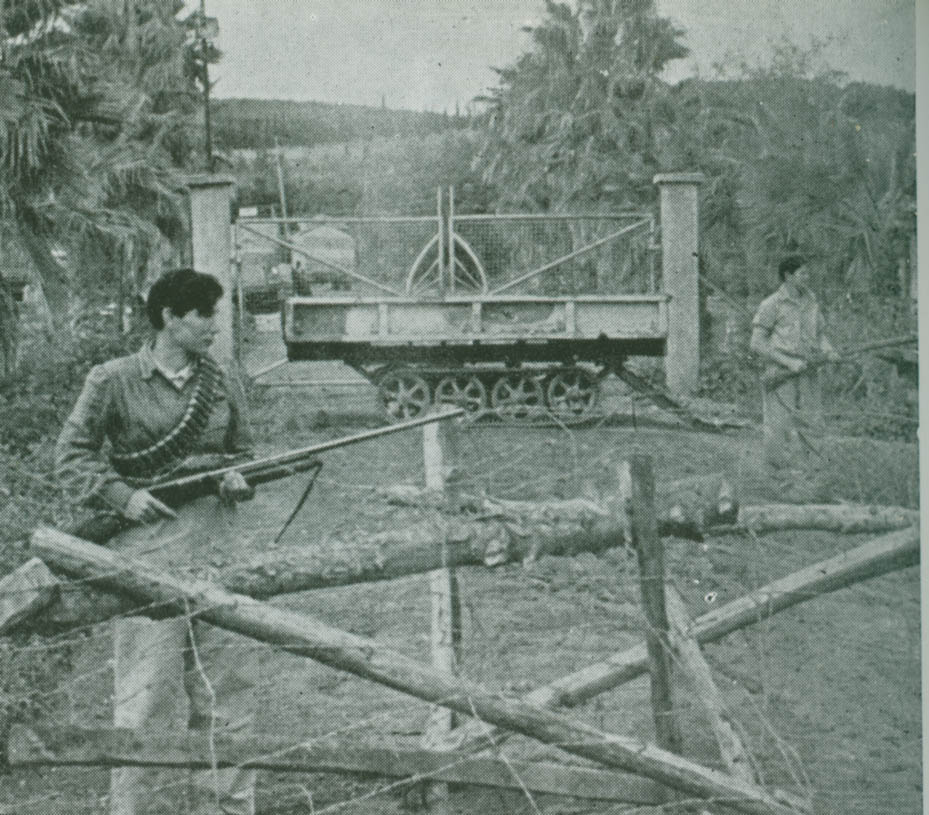
جنود يحرسون مستعمرة مشمار هعيمق عام 1948

تقع مستعمرة مشمار هعيمق، التي أُسست في سنة 1926، على بعد أقل من كيلومتر إلى الجنوب من موقع القرية، غير أنها ليست على أراضيها.